# Bandar Alai
Bandar Alai is een bestuurslaag in het regentschap Kuantan Singingi van de provincie Riau, Indonesië. Bandar Alai telt 851 inwoners (volkstelling 2010).